# Hogna ingens
Hogna ingens este o specie de păianjeni din genul Hogna, familia Lycosidae. A fost descrisă pentru prima dată de Blackwall, 1857.
Este endemică în Madeira. Conform Catalogue of Life specia Hogna ingens nu are subspecii cunoscute.